# Angelica Pandolfini
Angelica Pandolfini (Spoleto, 21 d'agost de 1871 – Lenno, llac de Como, 15 de juliol de 1959) fou una soprano italiana.

## Biografia
Era filla d'un baríton de renom, Francesco Pandolfini. El germà d'Angelica, Franco, fou també cantant, en la tessitura de tenor, a més de professor de tècnica vocal.
Angelica va estudiar primer piano a París, on residia en aquell moment la família, i després es va formar com a cantant amb Jules Massart. El seu debut va tenir lloc el 1894 amb Faust, de Charles Gounod, a Mòdena. Més tard, a Malta, començà a cantar les noves òperes del verisme, i aviat va ser coneguda a tot Itàlia com una Mimì excepcional de l'òpera La bohème, de Giacomo Puccini, paper que va interpretar al Teatre Argentina de Roma el 1895. El 1897 va debutar a La Scala de Milà, on va cantar La bohème, entre altres obres. Va actuar principalment a Itàlia i va ser la successora de Darclee en el paper de Tosca, de Puccini, a Milà i a Roma. Va anar obtenint una gran reputació en el repertori verista.
El 1898 va participar en la reobertura de La Scala de Milà, després del tancament d'un any que va partir el teatre. Així, el 26 de desembre de 1898 cantava I maestri cantori di Norimberga sota la direcció d'Arturo Toscanini, al costat d'Emilio De Marchi, Gaetano Pini Corsi, Antonio Scotti i Francesco Navarrini, entre d'altres, i sent gestor del teatre Giulio Gatti-Casazza. Mesos més tard, al llarg d'aquella temporada, ja el 1899, Angelica va cantar Falstaff, de Giuseppe Verdi, a La Scala de Milà, també sota la direcció d'Arturo Toscanini.
El 3 de maig de 1900 va cantar el paper de Tosca a Gènova, en l'estrena de l'obra al teatre Politeama i en presència de tota l'aristocràcia de la ciutat. El tenor Giuseppe Borgatti fou Cavaradossi i el baríton Marco Sammarco fou Scarpia. Una altra primera representació per ella va ser la de l'òpera Le maschere, de Pietro Mascagni, al Teatro San Carlo de Nàpols, el 19 de gener de 1901. L'obra s'havia estrenat al teatre La Fenice de Venècia dos dies abans, amb un altre repartiment. Per a la presentació a Nàpols, el compositor va demanar expressament que no s'interpretés el pròleg.
El 1902, Pandolfini va crear el paper protagonista d'Adriana Lecouvreur, de Francesco Cilea, al Teatro Lirico de Milà. El protagonista masculí va ser el gran tenor italià Enrico Caruso, que va interpretar el paper de Maurizio. El director d'orquestra va ser Cleofonte Campanini, un dels grans de la seva època, que havia dirigit als grans teatres d'òpera del moment.
Va actuar al Gran Teatre del Liceu la temporada 1902-1903, on cantà l'òpera La bohème, de Giacomo Puccini l'abril de 1903 i l'estrena al Liceu de l'òpera Adriana Lecouvreur, de Cilea, el 7 de maig de 1903. El maig de 1904 iniciava temporada a Buenos Aires amb una companyia dirigida musicalment per Arturo Toscanini. Aquella temporada va suposar el debut a la capital argentina no només de la Pandolfini, també ho va ser de la gran Rosina Storchio, la primera Cio-Cio-San de Madama Butterfly, de Puccini, estrenada justament el maig de 1904. Aquest paper el va interpretar també Angelica Pandolfini, tant al Teatre Zizinia d'Alexandria (Egipte) com en la presentació de l'obra al Teatro Dal Verme de Milà, l'octubre de 1905, sota la direcció d'un altre dels grans directors d'òpera de l'època, Tulio Serafin.
El 29 de març de 1906 va crear el personatge Mila di Cora a l'estrena de l'òpera La figlia di lorio d'Alberto Franchetti, a La Scala de Milà i sota la direcció de Leopoldo Mugnone. El 26 de desembre de 1907 participà en la primera representació a Gènova, al teatre Politeama, d'una nova òpera: Marcella, d'Umberto Giordano, estrenada el 9 de novembre al Lirico de Milà.
Es va retirar el gener de 1909, a l'edat de trenta-vuit anys, per casar-se amb l'enginyer Cuttica.